# Giuseppe Allegrini
Giuseppe Allegrini (Firenze, XVIII secolo – ...) è stato un editore, tipografo e incisore italiano.

## Biografia
Attivo nell'editoria fiorentina della seconda metà del XVIII secolo, insieme ai fratelli Pietro, anch'egli tipografo, e Francesco, incisore, stampò numerosi volumi di pregio, quali le Chronologica series simulacrorum regiae familiae Mediceae, nel 1761, con cento incisioni di ritratti; la raccolta delle Serie di ritratti d'uomini illustri toscani con gli elogi istorici dei medesimi in quattro volumi, tra il 1766 e il 1773, ricca di illustrazioni ad opera di incisori quali Giuseppe Zocchi, Carlo Gregori, Giovanni Domenico Campiglia, Giuliano Traballesi, Carlo e Raimondo Faucci; la Description de la Galerie Royale de Florence di Francesco Zacchiroli (1783); e i Fondamenti teorico-pratici dell'arte aeronautica di Francesco Henrion (1788).
Fu con Gaetano Cambiagi e Giuseppe Pagani tra gli editori dei principali periodici di Firenze, dando alle stampe la Gazzetta di Firenze (dal 1768) e L'osservatore fiorentino (1776). Fu il curatore del settimanale Novelle letterarie a seguito della morte di Giovanni Lami.